# 羅氏鮃
羅氏鮃為輻鰭魚綱鰈形目鰈亞目鮃科的其中一種，為熱帶海水魚，分布於西大西洋區，從美國紐約至巴西海域，棲息深度可達90公尺，體長可達25公分，棲息在軟底質潟湖、海灣，以甲殼類、多毛類及軟體動物為食，生活習性不明，可做為食用魚。

## 扩展阅读
維基物種上的相關：羅氏鮃